# Mohammad Sadeqi
Mohammad Sadeqi (* 8. Jänner 2004) ist ein österreichischer Fußballspieler afghanischer Herkunft.

## Karriere
Sadeqi begann seine Karriere bei der SU Roppen. Im März 2016 wechselte er zum FC Wacker Innsbruck. Zur Saison 2017/18 wechselte er in die Jugend des FC Red Bull Salzburg, bei dem er ab der Saison 2018/19 auch sämtliche Altersstufen in der Akademie durchlief. Zur Saison 2022/23 rückte er in den Kader des zweitklassigen Farmteams FC Liefering.
Sein Debüt in der 2. Liga gab er im September 2022, als er am neunten Spieltag jener Saison gegen den FC Dornbirn 1913 in der 63. Minute für Moussa Kounfolo Yeo eingewechselt wurde. In Folge kam er zu 20 Zweitligaeinsätzen, in denen er einmal traf. Im Jänner 2024 wurde er innerhalb der 2. Liga an den SV Horn verliehen. Nach dem Ende der Leihe kehrte er nicht mehr nach Salzburg zurück.
Nach einem halben Jahr ohne Verein wechselte Sadeqi im Jänner 2025 zum viertklassigen TSV Neumarkt.